# 秘密遊戲 代碼：修正
《秘密遊戲 代碼：修正》（シークレットゲーム CODE:Revise）是日本遊戲公司FLAT制作，於2011年3月31日發售的成人遊戲，《SecretGame -KILLER QUEEN-》的續作。2013年3月28日發售PSP平台。2013年9月27日，发售《リベリオンズ Secret Game 2nd stage BOOSTED EDITION》，「2nd Stage」的PC逆移植版。

## 大綱
14名年輕人，作為「遊戲」的參加者被送往受到隔離的荒村・阿尾嵯村。如果不能滿足被給予的PDA上的條件，PDA持有者的項圈就會爆炸。他們使用PDA以及村中隱藏的武器，為生存而戰鬥。
「遊戲」的規則，是參賽者們達成各自被給予特定條件。為了達成目的，暴力變成正當行為，參賽者之間的互相殘殺也得到營運方的准許。若然不能滿足條件，等待玩家的只有頸圈爆炸之後的死亡。到底怎麼做才對？為了生存而積極增加同伴？害怕被背叛而決意隻身一人？還是...
在這個世界上的其中一條被棄置的無人廣闊村落，有著14名少男少女曾經存在於此的最後紀錄。信頼和背叛、謊言與真相都混合在一起的這個舞台，這裡參加比賽的每個人有得也有失...
運用PDA上搭載的不同特殊功能，再收集起區域內埋藏金屬箱子內的晶片和各種槍械武器，參賽者們的殘酷"Death Game"正式開始。

## 設定

### 遊戲規則
規則1
玩家各自被給予固有的PDA。於遊戲結束時完成PDA所表示的「解除條件」。另外，遊戲的結束時間會在稍後宣佈。
規則2
玩家不能把身上的頸圈除掉。（不能強行除下頸圈，除了達成條件外沒有其他方法）
規則3
遊戲的地圖是由多個區域所組成。玩家不能從其制定的場所中離開。
規則4
有多名玩家參加遊戲。可以自由持有、使用別人的PDA，但只能达成初期被分配的PDA所记载的解除条件。PDA在初期持有者死亡时，其機能會停止（PSP版是PDA不能使用）。
規則5
除非違反了上述規則，玩家可以作出任何行動。沒有達成解除條件或違反了規則，頸圈會發生爆炸，玩家隨即出局。
PSP新增规则：
玩家不能跟PDA分開超過3個小時，而"分開"的定義是指離開身體1m以外。

### 補充的進階內容
- 所有規則會通過電郵發送到每一個參加者的PDA。另外也以說明會的方式向出席參賽者提供更多有關遊戲的情報及PDA操作方法的說明。說明會屬自由出席性質。
- 每個區域內都藏有數個memory chip（芯片）。插上PDA讀取後，就能得到地裡埋藏的食物和武器所在位置的情報。
- 每一台PDA搭載的機能和條件都不相同。
- PDA機能方面，有通用類型和幫助達成條件的特殊化類型。「Joker」PDA也納入14台PDA中的正式PDA機體。
- PDA條件方面，參賽者之間有相互抵觸或是可以合作的條件。
- 只要有一個人死亡，所有現存玩家的PDA條件都會出現改變，由最初始的"第一階段"進入"第二階段"。
- "第二階段"的條件跟"第一階段"的是有關聯性的，但完成的難度會增加，而難度增加的幅度視乎不同PDA而定。但總體都是需要殺害玩家才能達成的條件。
- 只有"第一階段"玩家之間可以通過互相幫助，在全員生還的情況下達成任務。

### 解除条件
当游戏中出现首名死者时，游戏会向「第二阶段」移动。此时所有玩家的解除条件都会发生变化，之前被判定为「达成解除条件」的玩家也会被取消判定，必须重新参与游戏。
| PDA   | 第一阶段解除条件                                            | 第二阶段解除条件                                                                           | 特殊机能 |
| ----- | ----------------------------------------------------------- | ------------------------------------------------------------------------------------------ | --- |
| A     | 不能离开指定的同伴超过3小时。                               | 杀死指定为同伴的时间最长的玩家。                                                           | 指定启动半径2m内项圈。 |
| 2     | 禁止连续12小时停留于同一区域。                              | 禁止连续2小时停留于同一区域。                                                              | 半径100m内对任意PDA发送邮件。 已发送过的PDA不受距离限制。                                                                  |
| 3     | 在未通知的情况下对其他玩家造成3次以上肉眼可见的非致命伤害。 | 所有杀害过其他玩家的玩家死亡。                                                             | 显示所有玩家之間包括号码、时间及所在区域的接触记录。 （psp版限定接触情报必须项圈之间的距离在半径10m内才会残留履历。）      |
| 4     | 素数玩家全部满足解除条件。                                  | 全部素数玩家死亡。                                                                         | 使半径10m内其它PDA的特殊机能无效化。                                                                                       |
| 5     | 使用芯片确保8个以上被埋藏的补给箱。                         | 破坏16个以上的芯片。 （PSP版限定芯片必须未被使用过）                                       | 显示半徑10m內未發現的箱子。                                                                                                |
| 6     | 禁止伤害以其数字为中心，连续5个数字的玩家。                 | 杀死以其数字为中心，连续5个数字的玩家，并连接对方的PDA 。                                  | 显示半径10m内玩家的编号及解除条件。已获取过的PDA情报可随时阅览。                                                           |
| 7     | 持有芯片10个以上。 （PSP版限定芯片必须未被使用过）          | 持有芯片10个以上，并且没有其他玩家所持芯片数量相同或更多。 （PSP版限定芯片必须未被使用过） | 显示半径10m内玩家芯片持有数。                                                                                              |
| 8     | 持有3台以上满足解除条件的PDA，不包含JOKER。                 | 持有4台以上包含JOKER在内的满足解除条件的PDA，                                              | 显示已死亡的玩家数。 （PSP版改为显示死亡玩家的姓名、号码、死亡时间、及死亡地点）                                           |
| 9     | 持有JOKER的PDA。                                            | 破坏JOKER的PDA。                                                                           | 半径50m以内使JOKER的PDA初始化。                                                                                            |
| 10    | 与10名以上的玩家见面。                                      | 半径2m内禁止存在3名以上其他玩家。                                                          | 半径1m内有玩家死亡时，启动半径5m内除自己外的所有项圈。                                                                     |
| J     | 存活至游戏结束。                                            | 使所有其它的PDA使用不能。                                                                  | 使半径1m内其它的PDA使用不能。                                                                                              |
| Q     | 所有玩家于游戏结束时均存活。                                | 除了自己以外的玩家全部死亡。                                                               | 半径20m内有其它PDA接近时发出警报。 （可以设定信任名单） Queen特殊机能：进入第二阶段后，顺次追加已死亡玩家的PDA的特殊机能。 |
| K     | 有3名以上的玩家满足解除条件。                               | 游戏结束时满足条件的玩家不足3人，不包含自己。                                              | 可以复制半径6m内任意PDA的特殊机能。                                                                                        |
| JOKER | 达成其伪装成的PDA的解除条件。                               | 杀害所有曾经伪装过的PDA的初期持有者。                                                      | 可以伪装成半径10m内的某PDA。复制其当前伪装成的PDA能力，每次变化只能使用一次能力。                                          |

## 登場人物

### 遊戲參加者
- 可點擊每個角色下方的「詳細人物介紹」觀看更詳細的人物相關的介紹內容：
  - 此為「人物背景」；
  - 此為「人物特徵」；
  - 此為「人物事件」。

藤田 修平（聲：須賀紀哉） 參加者號碼：4
生日：9月6日／血型：AB型。
所屬：西扇學園
本作的主要視點。在沒見過的森林裡醒來的時候，發現自己被帶過來參加“遊戲”。由於年幼時的父母雙亡，有著孤兒身份的不幸成長歷程。對事物都看得很長遠，但精神和心理方面卻隱藏著強烈的競爭心和激情。和吹石琴美是唸同一所學校、童年時已經相識的朋友。至於遊戲的勝利條件，就是滿足所有質數號碼參加者的條件。要達成條件就必須和數名參加者合作，是難度很高的條件。
「我不需要任何人——夥伴遊戲已經結束了」
| - Alone線：死亡。被突然現身的大祐從背後開槍襲擊, 最後失血過多死亡。 - Rebel線：存活。 - Absolute Revenge線：死亡。被突然現身的大祐從背後開槍襲擊, 最後失血過多死亡。 - Bloody Rave線：死亡。為保護琴美跟はるな，捨身擋下初音的子彈，止血無效下死亡。 - Code Revise線：存活。 - Decoded Real線：存活。 |

- 在獄中自殺的亡父是殺人犯。身為殺人犯的兒子，年幼時受到周遭大人和同學的排斥和孤立，有一段時間有強烈的殺人傾向。
- 母親死後被送進兒童養育院。
- 其後在公園裡與琴美偶然的相遇，改變了其自暴自棄的人生。
- 為了得到琴美父親的認同而不斷努力。跟琴美一樣考上了名校西扇學園。
- 黃昏時在便利店吃完晚飯出來後，來到自行車停車場附近的時候，被數名受指使的暴漢打昏，醒來就發現自己身處森林裡。

- 有不錯的智力，在說明會時和營運方對峙時的表現就讓司和瞳完全注意到自己。此外也被司認定為競爭對手。
- 適應力強，而且判斷形勢的時候都表現得很冷靜。
- 善於從別人不經意的措辭和用字中分析出情報。
- 習慣計算和分析後才行動，並以琴美為最優先保護和達成條件的對象。
- 有一定的體能和意志力。在黑河和真島的猛烈拳頭攻擊下都能挨過一段時間；在Rebel線腳部嚴重骨折而且摔了一跤後，仍能步行去救琴美。
- 有學習槍法的天份。在ALONE線初步的練習時已經有準確的命中能力；在EPA線第一次的實戰中就成功運用悠奈所授的槍法知識把黑河打倒。
- 與初參加"遊戲"的司一樣，初期就了解到"遊戲"營運方的規模性，因此認為除了以"達成條件"為目標之外便無法活著回去。

- Alone、Rebel、EPA和EPC線的說明會結束後，以去廁所為理由離開其他參賽者，獨自一人秘密再向營運方提問有關第二階段的存在以及有殺人機能PDA的問題，之後被同樣對營運方有提問的司在門外撞破。除了Rebel線以外都拒絕了司的組隊邀請，但雙方取得保持友好及各自行動的默契；在Rebel線答應了司的邀請加入隊伍，其後帶同琴美向大祐等人道別。
- Alone線中因琴美的死而令遊戲進入第二階段，黑化暴走。一度因悲傷而打算利用瞳一起實行全員殺害的計劃，可是很快變成只針對質數玩家和黑河作出行動。
- Rebel線沒有第一線的暴走誘因。但在第二階段時墮崖受傷，出場的時間比起Alone線大幅減少。但最後趕到琴美和瞳的戰場，並從瞳背後對其開槍射擊，令琴美得以被解除可能一同死亡的危機。
- EPA線中目睹被其開數槍後仍然生存，並且滿身是血的黑河，湧現出罪惡感。意識到為了復仇而產生殺人想法的自己像個怪物。就算達成條件需要殺人，其後都沒有殺人的想法。
- EPA線中因為失去琴美和復仇而身心疲累。儘管看穿了初音的殺意，但坦言自己也希望初音啟動其頸圈與琴美相聚。不過之後因為はるな的突然介入而沒有達成目的。
- EPA線中對瞳注射昏睡的藥劑並把其留在診療所使其生存，而自己的條件就沒法達成。可是間接產生了瞳最後向妹妹的はるな復仇的結局。
- EPB線在說明會進行期間因尋找はるな而和琴美中途離開，被司認為是感情用事的人。但其後即使被瞳用武力帶到司所在的地方，其冷靜的處事方法及對遊戲的宗旨和同樣察覺到遊戲會因有人被殺而改變規則的推理，讓司對其刮目相看，並一度邀請其一同組隊。
- EPB線中在一階段就和妹妹相認並共同行動，並承諾把妹妹從這地獄般的遊戲解救出來。第二階段初期，はるな曾經打算離開團體，但和琴美一起把はるな挽留了下來。
- EPB線第二階段跟琴美和はるな一樣，打算犧牲自己令對方生還，並在中央管理設施首先發現了地下監視器中繼傳輸室。期後借用了はるな的PDA機能再比對傳輸室中的監視影像，鎖定黑河是8號玩家，並獨自去殺害黑河。但結果槍擊失敗，只讓黑河受了皮外傷，只得迅速逃離現場。其後在山邊遇到初音，因在早前就通過傳輸室中的影像知道大祐為其所殺，其後使用其機能解除了初音啟動頸圈的威脅。本來打算就算不能成功跟充組隊，也要把初音殺害，可是琴美和はるな的突然出現讓其殺人的決心動搖。最後為了保護妹妹和琴美而被初音槍擊身亡。
- EPC線中一開始就和悠奈相遇，因而使遊戲進行方向變成了達成全員生存的目標，自己也在悠奈的影響下有些改變。在遊戲最後和司達成共識，要像悠奈和彰一樣以決鬥決定存活的一方，最後獲勝存活。
- EPC線在遊戲結束後，和琴美跟玲重新以リピーター身分參加，為了阻止殺人的遊戲。
- EPD線因為GM多話而識破組織想強制進入二階段阻止悲劇發生，最後靠著大家相信彼此的力量將遊戲轉向Extra Stage，最後逃生成功。
- EPD線在十年後的最後一次作戰中，與琴美擔任前線指揮官，作為まり子、初音和司、玲、黑河的情報中繼。

吹石 琴美（聲：雪都さお梨） 參加者號碼：6
生日：7月4日／血型：O型。
所屬：西扇學園
心地善良、遵從自己感情的少女。一開始對不尋常的“遊戲”狀況感到困惑，但為了團結參加者和令大家以和平的方式解決事件而迅速行動。儘管不是能發揮積極進取的領導才能的這一類人，但堅強的內心讓其在困境中還能冷靜行動。在團體中能營造氣氛的人物。對青梅竹馬的藤田修平抱有好感之上的感情，但兩人卻不是男女朋友的關係。雖然給人心地善良的可靠形象，但看到有其他女性靠近修平時就會鼓起臉腮，表現出跟年齡相符的可愛一面。
「無論發生什麼事，都決定了要跟小修在一起」
| - Alone線：死亡。為了保護修平向黑河（8號）開槍，條件達成失敗而項圈爆炸死亡。 - Rebel線：存活。 - Absolute Revenge線：死亡。為了保護修平向黑河（8號）開槍，條件達成失敗而項圈爆炸死亡。 - Bloody Rave線：死亡。趕來看過はるな的遺體後，自願不抵抗的情況下讓充開槍射殺。 - Code Revise線：存活。 - Decoded Real線：存活。 |

- 跟身穿西服的男子接觸後失去意識，醒來之後就出現在“遊戲”舞台。
- 父母都是身份不凡人物。父親是議員；母親是一流企業社長的女兒。
- 身為大小姐的關係，父母在其學業上有很高的要求。晚飯後立刻就要埋頭溫習。

- 雖為大小姐卻沒有大小姐牌氣，而且也能吃苦忍耐。在Rebel線裡曾對修平說，“遊戲”裡的乾飯吃慣之後也挺好吃的。
- 有著溫柔的性格和很大的包容力，而且樂於助人。
- 是可以令女性玩家安心和信賴的存在。經常保持著微笑。
- 不希望單方面受到修平保護，有時也以自己的方法幫助和保護修平。
- 為了修平也是願意犧牲自己的生命。在Alone線為救助修平而不顧違規的後果向黑河開槍；在Rebel線就因此迷昏修平，為了達成修平的條件而冒險跟瞳一對一對決。

- 為Alone線和EPA線進入第二階段的關鍵。
- Rebel線和EPC線中，5、7、8號玩家皆已死亡，最後修平突然想起撲克牌裡的同花順和鬼牌的使用方法。利用Joker機代替4號PDA讀取後，在不需要殺死修平的情況下順利達成條件。
- EPB線因修平遲遲沒回來集合，在中央管理設施中搜尋後，把はるな帶到設施中的地下室。操作電腦調查後，在其中的攝錄影像中發現曾經開過槍的修平；はるな再通過PDA上的接觸紀錄，確定影像中被襲的兩人（黑河和玲），其中一人是8號。為阻止修平的殺人行為，其後與はるな一起尋找修平。
- EPB線在失去修平後，曾經因為悲傷過度，一度失控跑到初音和充面前持槍相向，儘管本人無意對二人開槍。
- EPB線中最後因目睹修平和はるな的死亡，在半放棄而且秉持著不殺人信念的關係，因此儘管身上有槍，但還是決意在沒有抵抗之下讓充射殺。
- EPC線在遊戲結束後，和修平跟玲重新以リピーター身分參加，為了阻止殺人的遊戲。
- EPD線在はるな和瞳的保護下逃生。
- EPD線在十年後的最後一次作戰中，與修平擔任前線指揮官，作為まり子、初音和司、玲、黑河的情報中繼。

藤堂 悠奈（聲：沢村かすみ） 參加者號碼：J
生日：10月30日／血型：B型。
所屬：船橋女子學園
擅長使用槍械，擁有很高的生存能力和體能的紅髮少女。關於“遊戲”的事好像知道得很詳細，並且對主辦方抱有強烈的憤恨。遊戲一開始時就積極嘗試跟其他參加者接觸，使參賽者們回避無意義的爭鬥，並以讓所有參賽者生還為行動目標。一般情況都保持理性，但一旦遭到敵人的挑釁，就很容易激動起來，變得性急和沒耐性。對自己的紅髮帶有無法用言語表達的，像是情結和留戀那樣的微妙感情。
「這裡的情況就交給我處理。參加者們，請不要再爭鬥了」
| - Alone線：死亡。與潛伏在地下監視器中繼傳輸室的"兇手"（大祐）發生槍戰, 因中槍失血死亡。 - Rebel線：死亡。為保護玲而被瞳的鏈鋸所傷, 其後因失血而死亡。 - Absolute Revenge線：死亡。與潛伏在地下監視器中繼傳輸室的"兇手"（大祐）發生槍戰, 因中槍失血死亡。 - Bloody Rave線：死亡。先後被司和まり子槍傷。在小屋為患上破傷風的まり子注射完抗生素藥劑後不支倒地，因失血而亡。 - Code Revise線：死亡。為保護玲和司而被瞳的鏈鋸所傷, 其後因失血而死亡。 - Decoded Real線：死亡。開車前往海邊時被狙擊槍射擊失血死亡。 |

- 為リピーター之一（指曾經參加過遊戲之人）。因為對於"遊戲"早已有一定程度的了解，因而比一般玩家更早投入行動。
- 在前回遊戲的最後殺掉玲的弟弟彰之後，抱著罪惡感和贖罪的想法再次參加遊戲。
- 跟一般只是為了金錢和殺人而再參加遊戲的リピーター不同，有著"使全員生還"的使命。可以的話打算把參賽者全員納入同伴。

- 有著有點像男子的性格。
- 紅色的頭髮是天生而來的。被同行的結衣稱讚是很帥氣的紅髮。
- 體能良好。因為喜歡運動，所以並沒有特別去操練體能。
- 有不錯的槍法。Rebel線能從瞳手下逃走；Alone線甚至靠突襲打退瞳。
- 打架也有不輸給男子的戰力。在EPA線就把良好體格的黑河以左腳中段踢擊（左ミドルキック）命中顎部昏倒。
- 有強烈的正義和使命感，因此從第一階段開始就不斷以調停人的身份阻止武力對峙的玩家們；就算進入第二階段，為了盡可能救助更多的人也願意付出自己生命。
- 早已有自我犧牲的打算。再次參加遊戲的其中一個目的就是把自己的生命獻給其他參賽者。

- ALONE線和EPA線雖然發現了地下室和殺害結衣的兇手（大祐），因監視器看不到大祐身影才驚覺大祐在室內，被大祐先行開槍。跟尾隨而來到的修平對話一段時間後死去。
- ALONE線和EPA線死前對修平說出自己是リピーター的身份，並流露出跟琴美死前一樣的微笑，令修平為之感觸。
- ALONE線和EPA線有比較活躍阻止玩家之間爭鬥的表現（在"第一階段"為真島和修平分別擊退黑河和瞳）。
- REBEL線因在玲身上看到彰的影子，為了消除自己活下來的罪以及對彰的補償，所以奮不顧身替玲擋下鏈鋸的攻擊。
- EPB線並沒有較大的行動成果。兩次遇見はるな但卻沒機會跟對方對話；其後悄悄尾隨司，在幾乎成功解除司的武裝和取得對方PDA之際，被瞳突襲，只得慌忙撤退；晚上打算丟棄找到的柳葉刀時被玲迅速奪刀，但由於天色已晚而無法追上對方；第二天因黑河的槍聲而遇見まり子，答應成為其同伴並讓其冷靜下來後，帶其回到小屋治療右腳的傷勢，此後一直成為まり子的同伴。但有時也會繼續為接觸玩家而單獨行動。
- EPB線第三天的晚上發現まり子似乎因腳上的傷口受到感染而出現了破傷風的症狀。其後找到藥劑和注射器在回程途中，因對週圍的警戒鬆懈，被司開槍連射突襲，手腳多處中槍。但仍然憑著驚人意志跑了起來，跳下懸崖並成功逃回小屋。其後因まり子的幻覺而再度被槍擊，但依然不計前嫌為まり子打針治病。不久後突然倒地，因出血過多而死亡。
- EPC線和EPD線讓所有人保持友好關係的主要功臣之一。
- EPC線最後為保護玲和司而被瞳的鏈鋸所傷, 其後因失血而死亡。
- EPD線最後在開車載眾人前往海邊找船的時候被狙擊槍擊中，最後失血死亡。
- 其第二階段條件達成的方法有三種：一：向玩家PDA使用機能；二：把玩家PDA破壞；三：把玩家殺害。

荻原 結衣（聲：香山いちご） 參加者號碼：5
生日：2月5日／血型：O型。
所屬：船橋女子學園
栗色長髮，長得有點像大人的少女。因為個性真誠坦率，所以很容易受他人言行所左右。有著輕易就能被懷有惡意的人欺騙的可憐性格。能和團體中的同伴協調，但換句話來說就是缺乏獨立自主能力。在遊戲開始不久就因為不小心弄壞了PDA，參加者號碼、PDA達成條件和PDA的特殊機能都無法知道。
「怎麼會這樣……是朋友還是敵人……我真的不知道」
| - Alone線：死亡。被人（大祐）向腹部開槍一擊身亡。死前被兇手用木材毆打和強暴。 - Rebel線：死亡。因言語刺激到黑河而被其開槍殺死。PDA隨後被人（初音）取走。 - Absolute Revenge線：死亡。被人（大祐）向腹部開槍一擊身亡。死前被兇手用木材毆打和強暴。 - Bloody Rave線：存活。 - Code Revise線：死亡。被人帶到森林後以匕首刺殺身亡。 - Decoded Real線：死亡。被重機關槍掃射到而失血死亡。 |

- 跟悠奈同屬船橋女子學園的學生。

- 似乎一個人就沒法在"遊戲"裡生存。在Alone線和EPA線悠奈教授修平槍法的期間，道出自己希望被白馬王子保護－－就像修平保護琴美那樣。
- 有著率直純真的性格。有時被悠奈埋怨說話不看氣氛，在Rebel線更因此激怒黑河被殺。
- "遊戲"中最具人性和赤子之心的參賽者。認為人與人之間互相傷害是錯誤的行為。在EPB線被真島批評太過沒防人之心和過於樂觀；也曾經因為自己為救真島而向司開槍的行為痛哭。
- PC版兩線都沒什麼特別戲份，但在PSP版占有重要戲分的演出。

- Alone線和EPA線的"第一階段"因為琴美使用其PDA機能幫忙的關係，得到了自身PDA上的情報。
- Rebel線、EPB線和EPC線靠從大祐取得的扳手把PDA修好的關係，"第二階段"的條件因而得知。其中Rebel線是悠奈迫不得已持槍威脅提出無理要求的大祐，從其手中奪來扳手，並在第二階段時幫結衣修好PDA；EPB線則是真島把糾纏結衣的大祐打昏後，一同把扳手得手，但直到第二階段才幫結衣修理PDA。
- Rebel線跟悠奈一同受到瞳的襲擊，被迫與悠奈分開逃走，之後為了尋找悠奈而迫不得己跟黑河同行。最後忍受不了黑河的暴力對待，在黑河面前說出"悠奈在就好了"的話，結果被黑河回以一句"那就去妳的悠奈那裡吧"之後被槍殺。
- EPA線雖然因襲擊者（大祐）接二連三的追擊而感到害怕，但在まり子展現的勇氣所感染下，一度持槍打算追上走出洞窟的まり子之後，一同與襲擊者對戰。可是看到中槍瀕臨死亡的まり子後戰意盡失。
- EPB線和真島共同行動。在PDA修好後，靠特殊機能為兩人條件的達成帶來極大的幫助。
- EPB線被由始自終都被真島認為不管說話和行動上都是"無法理解"的女生，經常犯傻和發呆，但卻潛移默化中對真島造成影響，漸漸讓真島找回自己。其"沒有理據"的說話成為真島心裡的指路明燈。
- EPB線第二次遇到因躲避玲的黑河時，因其突然慌張提出交出芯片的要求，被同行的真島打昏。不久玲追過來後，託其向黑河轉達"做得太過火了，對不起"的話，讓黑河誤以為是出自真島口中的說話而怒火更高漲。
- EPB線因為猜中真島為"槍和拳頭"的事而煩惱，讓真島打開心防，道出自己學習拳擊的緣由。覺得真島和黑河和真島像兄弟一樣，因為兩人執著的方向都是一樣的－－真島執著的是拳擊；黑河執著的則是真島。其後成功說服真島以拳擊認認真真再跟黑河對決一次。
- EPB線首先受到司開槍連射的突襲而倒地，其後在場陸續受傷的三人幾乎是斂手待斃的狀況。不久後突然醒來，為了保護將被司槍殺的真島而對司開槍，最後使瞳帶離受傷的司撤退。因為之前已穿上防彈背心，因此受槍擊後倒下只是由於被子彈擊中胸口的痛楚而昏了過去。
- EPB線中說服真島與黑河和玲組隊後，和玲一起扮演真島和黑河之間調停和支援者的角色。
- EPB線跟瞳最後的決戰時，因討厭爭鬥下去而決意說服瞳停戰。但其真摰的言行反讓瞳感到反感，認為是對已死的司的冒瀆。
- EPB線生存後，儘管幾乎沒人相信有"遊戲"的存在，但仍然堅持以網上大規模宣傳和街上派傳單的方式去告發"遊戲"。其後獲黑河書信邀請，負責擔任"誘餌"的角色，協助黑河擊潰"遊戲"。
- EPC線被はるな襲擊時，黑河因為剛被はるな攻擊過而來報復，間接救了結衣；被瞳襲擊時，黑河拉著結衣的手逃走；差點被大祐強暴時，黑河也趕到救結衣。使結衣對黑河有不同的感覺。
- EPC線眾人為了和平把黑河束縛的時候，結衣亦在不斷求情讓黑河出來。
- EPC線在某小屋地下室發現黑河母親的遺言，因而踏入黑河的內心。
- 為EPC線的二階段關鍵。

伊藤 大祐（聲：本多啓吾） 參加者號碼：10
生日：5月12日／血型：B型。
所屬：東海第二學園
擅長社交，跟初次見面的人也能輕鬆交談的友善青年。由於沒有理解自己身處的狀況，因此在"遊戲"中有許多欠缺緊張感的言辭。經常做出一些不顧後果的行為，比如說想要強行拆除暗藏炸彈的項圈的這類行動。
「不管怎麼樣，還是先打好關係吧。我們要被強迫去做些什麼的，這些還不清楚的事情先放到一邊吧」
| - Alone線：死亡。因修平的特殊機能令其PDA持有的PDA機能失效，其後打算開槍反抗修平要求自殺的命令時，被修平搶先開槍殺死。 - Rebel線：死亡。發洩完獸慾後鬆懈的時候，被初音用刀劃破喉嚨，失血過多死亡。PDA隨後被初音取走。 - Absolute Revenge線：死亡。因修平的特殊機能令其PDA持有的PDA機能失效，其後打算開槍反抗修平要求自殺的命令時，被修平搶先開槍殺死。 - Bloody Rave線：死亡。把初音當成寵物把玩期間，被初音搶去鞘刀（シースナイフ）。接著被其用刀劃破喉嚨，失血過多死亡. - Code Revise線：死亡。和黑河的廝殺中被槍擊死亡。 - Decoded Real線：死亡。被燃燒中的大樹壓中身亡。 |

- 跟真島都是東海第二學園的學生。

- 儀表不錯的茶髮男生。
- 懂得看情況和氣氛應變，社交適應性高。在"遊戲"的說明會開始前，以輕鬆的說話緩和緊張的氣氛，並讓會場內原本都保持沈默的初音等四人開始交談和自我介紹。
- 性格軽浮、吊兒郎當，缺乏責任感。而且沒有時間觀念我行我素，跟講求團隊紀律的まり子性格南轅北轍。
- 討厭別人對他以命令的口吻說話。
- 本性隱藏得很好的慾望放縱者。除了初音之外的玩家都無法察覺。認為自己被安排參加"遊戲"的原因，是因為營運方希望看到被其侵犯的女性玩家的絕望表情。
- 頭腦也不差。在Alone線和EPA線因為有玩家行蹤全盤的掌握，殺人的時機都把握得很好。跟修平和司一樣，較早的時候就看出收集芯片是"遊戲"的關鍵。
- 跟一般的強硬派男生不一樣，有著剛柔雙兩面性的表現。
- 戰鬥力不強。EPB線對上真島；EPC線對上黑河，手持扳手攻擊時，都被一拳擊昏。

- 在Alone和EPA線都成為殺人最多之人。殺害了初音（EPA線為まり子）、結衣、悠奈和修平。
- 在遊戲中意外發現了設置有監視儀器的地下室，並利用此優勢得悉所有玩家即時的行動情況和位置。Alone線和EPA線暗中挑起男性玩家之間互相殘傷，但不成功，反而間接導致了琴美的死亡。對於知悉其本性的初音，通過侵犯的手段令其失去和其他玩家說話的意圖，其後在沒被發現的情況下依次殺害初音（EPA線是殺了まり子）和結衣（Alone線和EPA線）。後來即使被同樣在地下室的悠奈發現所在地，也成功擊殺對方。最後更利用修平はるな兄妹對決的時機，成功對修平開槍突擊。本可以憑著PDA機能對はるな上下其手後，再殺死修平和はるな，可惜因沒有得知修平正確的PDA機能，反而落得被殺下場。
- EPB線趁まり子睡著的時候偷來PDA察看其機能，並在初音面前展示。其後再引用卡涅阿德斯船板的內容說服初音與其一同逃離持有危險機能的まり子（似乎也是Rebel線まり子被丟下的原因）。兩人逃到小屋後開始展露自己的本性，阻止帶有罪惡感的初音回到まり子身邊，並把其綁了起來，當作寵物伺養。隨後獨自外出為初音找來有毒的茸類，並以如拒絕會劃花其"藝人臉"為要脅，強迫初音張口進食茸類食物（Rebel線則是普通的餅乾類食物，但初音受到多次性侵犯）。餵食最毒的茸之前對初音回以"放心吧，人類不是這麼容易就死掉的生物"的說話，最後導致初音失常而被殺。曾經希望把之前遇見過的結衣和琴美都列入"伺養"名單。
- 為Rebel線和EPB線進入第二階段的關鍵。
- 在Rebel線和EPB線被初音所殺後，PDA機能沒有開啟因此沒有在初音頸圈上實行。
- EPC線跟其他線一樣帶走初音後意圖強暴，但這線被結衣/黑河阻止，逃回了地下室。
- 大祐把地下室發現的散彈槍稱為Bonus獎勵。
- EPC線大祐透過監視器發現玩家全部都集中了之後，想到自己的CLEAR條件，便厚著臉皮前去會合，其後馬上被眾人束縛。
- EPC線進入二階段後，因為CLEAR條件關係，待在團隊中太危險故一人逃走，被黑河懷疑是殺了結衣的兇手而被追殺。
- EPD線良心發現，假裝把瞳當作誘餌讓自己逃脫，實際上是繞到敵人後方打算偷襲，但在失敗後被火場包圍無法逃生，最後被燃燒後倒下的大樹壓中死亡。

阿刀田 初音（聲：金田まひる） 參加者號碼：Q
生日：9月14日／血型：B型。
所屬：貴志田學園
無論對誰都會露出天真爛漫笑容的可愛人物。其以「なのです（這樣）」作為結尾的說法方式和很有特色的帽子，更加突顯了她的幼小。在演藝圈活躍的現役偶像。曾經參加過電視劇演出的樣子，但最近這幾年人氣好像有些衰退，對於被強迫去做自己不願意做的工作只能無奈苦笑。
「哎？初音的說話方式，會很有特色嗎？」
| - Alone線：死亡。因玲的自衛反擊導致摔下崖昏迷，然後被河水沖到岸邊。在悠奈去拿急救箱欲為其做應急處理時，被人（大祐）掐頸殺死。 - Rebel線：死亡。殺害數人後, 被玲一字斬一刀殺死。所有手持的6台PDA被悠奈等人回收。 - Absolute Revenge線：死亡。打算依從修平意願啟動其頸圈之前，被はるな先後兩發黑矢射中胸口，不久後死亡。 - Bloody Rave線：死亡。打算以演技欺騙瞳，引其靠近後就啟動其頸圈，結果反被其鍊鋸所傷，最後握著充的手死去。 - Code Revise線：死亡。被はるな以十字弓爆頭。 - Decoded Real線：存活。 |

- 因有個女演員暨經理人母親的關係，每天都要接受日本舞蹈、演技戲劇和聲音的訓練。
- 在初音出世前就踏足藝能界的母親雖然不具名氣，但卻受到不少人的喜愛。初音希望成為像母親一樣受到喜愛和令人感到幸福的偶像，因此早年就開始了偶像之路。
- 曾在某兒童向的定期電視節目中登場，也有參與電視劇的演出，發表過幾首曲子。但最近的電視工作幾乎都沒有了。
- 作為偶像時使用安藤初音的藝名。
- 以歌手身份亮相的第一次握手會，曾經和充分別以偶像和歌迷的身份相遇。
- 被使用震撼槍後帶到"遊戲"。起初曾經以為自己被綁是電視的企畫節目，而說明會會場是節目的收錄現場。

- 不擅長應付暴力和吵架的情況。
- 討厭多足的生物，認為它們不是三次元中應該存在的生物。在Alone和EPA線因為害怕蜘蛛而有強烈的反應。
- 在對大祐幾人開始自我介紹之前，曾經煩惱姓氏應該用藝名時的"安藤"還是本名時的"阿刀田"。
- 在藝能界培養出來的演技是其最強的武器，而且能夠看穿外行人的演戲。
- 由於自身是演員的關係，面對"遊戲"中監視器會反射性認為自己是在"演出"；腦海中有時也會出現場記板的聲音，然後又開始其模擬情景和角色的演技時間。

- 遊戲中的Killer Queen。根據瞳所說，每個場次的Killer Queen的共通特色是：死亡人數越多，PDA功能就能得到越大程度的提升。
- Alone、Rebel和EPA路線同樣都受到大祐的侵犯。
- Alone線和EPA線本因玲的加入下回復原來的精神面貌，能正常與司二人交談。但之後迎來的"第二階段"，因為幾乎無法達成全員殺死的條件下，對司和玲產生猜疑，精神崩潰。Alone線其後向追在後面的玲持刀對峙，反被玲用刀自衛反擊所傷並跌下山崖。EPA線則只是跌下山崖沒有受刀傷。
- Rebel線和EPB線殺掉大祐後進入二階段。因應其條件的難度，隱藏特殊機能開啟（可疊加並使用已死亡玩家的PDA特殊機能）。
- Rebel線進入二階段後，靠著身為演員的演技裝成弱女子和充組隊，之後以匕首偷襲殺掉充；用充的特殊機能欺騙瞳去殺奇數參加者，然後全身而退；在黑河殺掉結衣時，在結衣臨死前衝到其旁邊，結衣斷氣後觸發大祐的特殊機能，使黑河項圈爆炸；在はるな進入的十字弓必中距離（15M）瞄準前，因自身的特殊機能提早發現而搶先開槍攻擊；最後混入司的隊伍打算靠大祐的特殊機能，借殺掉玲進而引爆所有人項圈。但被司捨身擋住子彈，且被司複製修平的特殊機能作為保護，突襲失敗後被玲一刀斃命。
- EPA線同樣靠著演出弱女子的演技，在充和玲都毫無防備的情況下啟動對方頸圈殺害。接觸修平後，來到在距離修平半徑2m有效啟動頸圈範圍的一步前，曾為修平自願受死的講話而觸動過。但被はるな先行殺死。
- EPB線第二階段初次遇見充的時候，打算把充殺害，但瞳和司的突然出現使其計劃無法達成。隨後希望借瞳之手把充殺害，進而啟動在場另外兩人的頸圈，但卻被司以其PDA機能識破其用意。其後偶遇獨自一人的修平，打算欺騙修平後把其殺害，但因修平較早前就透過監視器影像知悉其目的而再次失敗。但其後因反而願意為修平犧牲自己的はるな和琴美的出現，使其突然失常並向修平三人開槍，令保護二人的修平死亡。
- EPB線一開始只是想利用充達成條件。但自己的條件和目的被修平道破後，仍跟自己行動的充；再加上臨死前向修平和琴美道歉的はるな；以及受死前仍舊持有不殺人信念的琴美，使其開始對自己為了活下來而要殺掉所有人的行動感到迷惘。
- EPB線和充曾經被はるな頻繁襲擊。其後為了救背部中矢的充，把充留在原地，自己卻故意在はるな面前以言語侮辱修平，引誘怒氣沖沖的はるな追趕，令充有機會把はるな擊殺。
- EPB線在司與瞳的襲擊下，在充的保護下得以生還。在充捨身突襲殺掉司後來到現場，本來打算靠まり子的特殊機能啟動瞳的項圈，但被識破意圖而失敗。死前回想起第一次握手會當天的事，認出當時的少年正是充。
- EPC線在進入二階段後，因為自己CLEAR條件關係而逃走。其後被充追上。因為兩人在進二階段後就消失，被黑河懷疑是殺了結衣的兇手而被襲擊，在充以大祐的特殊機能保護下向黑河解釋，重新共同行動後，被はるな襲擊死亡。
- EPD線亦在充的保護下存活。在遊戲十年後整形過，在最後一次作戰中負責潛入組織賭場誘導客人意見發言。

三林 司（聲：蒼井夕真） 參加者號碼：K
生日：10月8日／血型：A型。
所屬：貴志田學園
經常態度輕浮，露出冷酷微笑的少年。因為有嫵媚動人的面孔和外形，所以很受異性歡迎。但因為性格乖僻，不會率直接受別人的好意。少數一開始就以贏得“遊戲”為目標而果斷行動的參加者。和其他被強制參加“遊戲”的玩家的情況截然不同，好像是在享受當前的狀況。
「沒事的。只要和我在一起，你也可以勝出“遊戲”。所以你就全全完完聽從我的話去做吧」
| - Alone線：死亡。在與瞳近距離對決，受傷情況之下手持手榴彈打算跟瞳同歸於盡，在手榴彈爆炸下身亡。 - Rebel線：死亡。被初音開槍身中數槍，最後失血過多死亡。死後PDA被同行的玲幾人回收。 - Absolute Revenge線：死亡。在與瞳近距離對決，受傷情況之下手持手榴彈打算跟瞳同歸於盡，在手榴彈爆炸下身亡。 - Bloody Rave線：死亡。使勁全力逃離了因受傷而漸漸虛弱的充的緊抱後，在4m左右的半徑範圍被死後的充的PDA自動啟動頸圈，死亡。 - Code Revise線：死亡。在最後與修平的對決中戰敗死亡。 - Decoded Real線：存活。 |

- 跟初音和充同為貴志田學園學生。
- 和學長的充同樣是學校的圖書委員。

- 所有參加者中頭腦最好的角色。僅靠自己分析就得知許多情報，甚至一度被玲懷疑是リピーター。在Rebel線短時間內就找到黑色箱子的埋藏位置法則，修平道出如其是敵人的話，會很具威脅性。
- 不管在什麼危急情況下都表現冷靜沈著。
- 利己主義者，並認為與其一起組隊的玩家不需要互相幫助，各自確保自身安全和協助達成各自條件已經足夠。但在Alone、Rebel和EPA線都因為玲而變得信任和珍惜同伴。
- 喜愛植物，認為它們是最祟高的生物，不會像人一樣會說無謂的話。在Alone和EPA線裡，曾對玲說在擔心擺放在房間裡已經四天沒澆水的仙客來（シクラメン）。
- 有著女性一般的可愛容貌和不坦率的性格都跟玲的弟弟彰很相似。

- Alone線和EPA線為了不讓玲與瞳正面衝突，隻身引開瞳至遠方。引誘瞳近身後，企圖以引爆手榴彈令雙方玉石俱焚。
- Rebel線和修平聯手，將自己與琴美的特殊機能搭配後，幾乎可以得知所有人的號碼、條件、和特殊機能。
- Rebel線通過分析充的性格和為人得出和初音組隊的原因，以及推測瞳在不知道充參賽者號碼的情況下應該不會突然向充襲擊。而且最奇怪的是兇案現場沒有充逃走和反抗的痕跡，但初音卻聲稱充為掩護她逃脫而被殺，由此推斷出初音的話存在疑點。其後通過其PDA的特殊機能，調查出初音PDA存在追加機能，並用黑河的PDA機能查到現在的死亡人數跟其追加功能的數目都是6個，得出"初音把這幾個人殺死後，機能為已所用"的結論。因為在初音表露真面目前已作出防備，所以避免了團隊全滅的結局。
- EPB線說明會後，雖然自身已經從說明會上的內容推敲出"遊戲"的可能性和進行方向，但仍向運營方確認有關"規則改變"和"營運方介入遊戲"的附加提問，並以言語成功留難到對方。被在場的瞳認定為主人。
- EPB線本來打算把修平和玲都招入隊伍，但由於瞳擅自對二人施行強硬手段，使其目的無法達成。其後不得不跟瞳"約法三章"，限制瞳的主動殺人行動。
- EPB線起初打算憑著瞳強大的戰鬥力，採取正面消滅其他玩家的行動。但因為輕敵被修平和はるな大敗後，因為不想再讓瞳受傷而開始慎重行動，並入手強力的槍械M93R。
- EPB線進入第二階段後，一開始先遇到充和初音，但在瞳下手前已經調查過初音的PDA情報，發現其PDA有大祐的特殊機能後把兩人放走；其後冒雨襲擊修平三人所在的據點時，沒料到自己的行蹤早已在はるな機能上一覽無遺，因而被修平和はるな在明暗兩處夾擊。最後在瞳的掩護下全身而退，但卻令瞳受了不輕的傷；隨後在路上成功伏擊悠奈，並針對獨行的悠奈，尾隨其來到小屋，並命令瞳把在小屋的發現まり子殺害；成功開槍襲擊沒有防備的結衣、真島、黑河和玲後，忘記確認結衣的死亡。認為勝券在握的時候，被穿有防彈衣的結衣突然起身開槍掃射，側腹和肩部中槍，被瞳救走撤退；最後再次襲擊充和初音時，被充拼死接近。以自身機能確認了充沒有持槍衝過來的異常原因－－充的PDA是Joker。在打算啟用修平的特殊機能前被搶先抱住，PDA被充拍落在地上。在抱住自己的充死前，命令瞳不要接近，並拼命掙脫。逃出充的手腕後，確認瞳的頸圈沒被啟動後安下心來。最後項圈在有效範圍內被自動啟動爆破。
- EPC線最後，因為自己和修平中只有一人能活，最後決定靠決鬥決定勝負，在決鬥中戰敗死亡。
- EPD線在十年後的最後一次作戰中，和黑河跟玲在找到組織領導人後負責進攻。

蒔岡 玲（聲：あじ秋刀魚） 參加者號碼：9
生日：4月19日／血型：A型。
所屬：御陵東學園
有著黑色長髮、日本人偶般的容貌的少女。日本武道家族出身，對劍術素有心得。或許就是因為這樣的出身背景，令其對刀擁有固執的不捨之情，在主辦方為參加者所準備的眾多武器中，毫不猶豫地選擇了日本刀。其端正的禮儀和一本正經的言行之中，無時不刻散發出堅定的意志。
「請讓開。你也想被我砍中嗎？」
| - Alone線：存活。 - Rebel線：存活。 - Absolute Revenge線：死亡。在司被炸死的地方與初音再會後，激動緊抱初音並為之前推其下崖的事情道歉。在打算為其和司打倒瞳的時候，被初音毫無預警下啟動頸圈，死亡。 - Bloody Rave線：死亡。跟瞳最後的激戰中受槍傷及被鍊鋸切中腹側，殺死瞳後因大量出血而不支倒地。最後跟黑河對話途中死去。 - Code Revise線：存活。 - Decoded Real線：存活。 |

- 自家經營著江戶時代中期就存在的古老劍道場，自小跟劍術家的父親練劍。
- 跟弟弟彰平時是靠劍術溝通。與弟弟的對戰成績是"522勝523敗"。
- 兩人所學的都是蒔岡流劍術，玲形容為"全狀況對應型的實戰劍術"。與講求禮儀和精神面鍛鍊的劍道不同，劍術是實用的殺人技術，因此在現代難以發揚。彰被殺之後，曾經質疑所學習的劍術是否還有存在意義。
- 參加遊戲前就已知道遊戲的存在，因為彰在前一次遊戲中死亡，為了找再參賽的仇人而參加遊戲。
- 彰在一年前失蹤，一個月後被發現在某出名的觀光點海岸自殺。在無法相信此事實的情況下，不斷地調查之後，最終得知彰是在"遊戲"裡被殺。
- 十分喜愛日本刀。可以不顧危險去搶別人手上或不要的刀，在Alone線被悠奈稱為"10%人類"（意即每一次的"遊戲"中都會出現認為刀劍勝過槍械的大約10%人數的參賽者）。
- 口頭禪是："十有八九"。EPB線因為這一句的出現率太過頻繁，經常被黑河吐嘈"又想說十有八九了嗎"。
- 除了知道リピーター的存在之外，跟其他第一次參加"遊戲"的玩家一樣不知道"遊戲"的內容。

- 寡慾的武士少女，為了明確的參賽目的而接觸參賽者。
- 精通劍術。Alone線和EPA線以劍術壓制住持槍的黑河；Rebel線和EPB線對抗瞳時能與之抗衡一段時間；EPC線亦在與悠奈的對決中獲勝。
- 即使空手亦有強大的戰鬥力。EPB線黑河不論是格鬥還是持槍都打不贏玲。曾對黑河直言，"會敗給黑河的可能性連萬分之一都沒有"；真島也認為就算跟其一對一也不一定能取勝。
- 行動思路單純明快。比如說"必須打倒的敵人就要斬掉"和"要找出能獲得食物的方法"等等。但對於劍術有關的問題卻想得很複雜，甚至鑽牛角尖。EPB線跟黑河說，羨慕其凡事都只有簡單的想法。
- "遊戲"中性格最特別的參賽者。本身為十足的直腸子，和司的對話；和黑河之間的互相吐嘈，都是本作的亮點之一。
- 餓肚子的時候就會變成猛獸，腦海中只有食物。EPB線黑河認為這個狀態的玲，為了食物就算要殺人也完全不會躊躇，自己難以匹敵，因此只得落荒而逃。

- Alone線千鈞一髮之際擋下瞳的鍊鋸，解救了背叛了自己而獨自逃亡的司。
- Alone線沒和Joker持有者接觸，因Joker被瞳破壞就達成條件。
- Rebel線殺掉初音後，在其身上得到偽冒成A的Joker，破壞後達成條件。
- Rebel線原諒了殺害彰而生存下來的悠奈，並認為彰是選擇了以自己的生命換取悠奈的生存。
- EPA線得到向初音道歉的機會，但最後還是被失去靈魂的初音殺害。
- EPB線沒有出席說明會，遇到黑河之前都不知道芯片的存在以及PDA的操作方法。因此直到遊戲進入了第二階段的第三天仍然沒有進食，最後盯上黑河要求給予食物。吃過結衣留下的餅乾後就回復正常。之前曾經向司要求食物，在成功之際卻受到瞳襲擊而撤退。
- EPB線把黑河的手槍收繳後，一直都對黑河進行說教，指其嚴重缺乏精神力，並要求其理解了蒔岡流劍術的真髓後才交還手槍。為了對抗司和瞳突襲迫不得已把槍還給黑河。
- EPB線纏上黑河後，在之後和真島及結衣隊伍中，擔任著管束黑河的工作。
- EPB線在司和瞳的突襲中，因空手敗於瞳而失去了對抗瞳的信心，但其後得到日本刀後又回復自信，並笑著對黑河說，"黑河，這是我的力量"。
- EPB線最後在四人與瞳的戰鬥中受重傷，最後得知在其死後黑河也得達成條件後，安心地死去。是戰勝瞳的關鍵人物。
- EPC線在遊戲結束後，和修平跟琴美重新以リピーター身分參加，為了阻止殺人的遊戲。
- EPD線在十年後的最後一次作戰中，和黑河跟司在找到組織領導人後負責進攻。

上野 麻理子（聲：桜川未央） 參加者號碼：A
生日：6月15日／血型：O型。
所屬：上新學園
個性認真頑固、傳統委員長的類型。斷然拒絕參加"遊戲"，而且打算找出主辦者並揭發他的罪行。雖然擁有強烈的正義感，但堅持自己想法、一意孤行之下，令自己和別人陷入麻煩的情景也很多。現實的情況是，因為擁有危險的特殊能力，很難跟其他參加者合作共同戰鬥，但為了滿足勝利條件，能長時間一起行動的夥伴是必須的。
「這是團體行動，任意行動稍有不慎的話就會很危險」
| - Alone線：存活。 - Rebel線：存活。 - Absolute Revenge線：死亡。獨自一人跑出洞窟與襲擊者（大祐）槍戰，不敵。被對方的散彈槍射殺。 - Bloody Rave線：死亡。悠奈死後不久，被尾隨悠奈而來的司和瞳在小屋裡以鍊鋸殺害。 - Code Revise線：死亡。在和瞳的戰鬥中戰敗死亡。 - Decoded Real線：存活。 |

- 在家中是獨生女。父親是公務員；而母親是家庭主婦。
- 因為家教很嚴，所以養成了遵守規矩的習慣。

- 有著敏感和刻板的性格。
- 對持相反意見的人會採取強硬的態度，對於超出自己常識理解範圍的情況會顯得不知所措。
- 如果自己為別人製造了麻煩，會負責任並作出補償。Alone線、EPA線和EPC線中因為令琴美受矢傷而感到內疚，獨自一人出去找黑色箱子期間，被修平一行誤會其自行離隊而被留下。

- Alone和Rebel兩線都在真島的庇護下存活。一定存活也是應該的，根據AFTER篇的內容和真島的姊姊的首飾CG可推測出，まり子在十年後會再次參加遊戲，使用的名字是陸島文香(參照《SecretGame -KILLER QUEEN-》)。
- Alone線第二階段為保護被黑河射傷右腳的真島，以PDA機能嚇退對方；其後遇見持槍要求她放下槍枝的悠奈，不問原因就打算把對方殺害以保護昏迷的真島，結果反而被悠奈使用機能令其PDA機能失效。
- Rebel線第6天的時候再次跟修平相遇，間接幫助玲和琴美達成條件。所持PDA其後借給琴美用於跟瞳的對決，是琴美戰勝的關鍵。
- EPA線第二階段為了得到結衣和悠奈的信任，也為了能和結衣回去跟悠奈會合，勉強自己跟襲擊者（大祐）戰鬥，不幸身亡。
- EPB線因為受了はるな矢傷的右腳傷患感染破傷風發燒。悠奈前往診療所拿藥回來後，因模糊意識誤以為悠奈是敵人而開槍自衛，間接殺害了悠奈，為此心感後悔。其後被踏進小屋的司和瞳殺害。
- EPC線在真島捨身保護後逃生，利用真島的記憶卡找到武器，其後和瞳戰鬥戰敗死亡。
- EPD線亦在真島保護下逃生，十年後的最後一次作戰負責用假身分潛入遊戲，使用的名字是真島姊姊的名字文香(HUMIKA)。

真島 章則（聲：青島刃） 參加者號碼：7
生日：1月17日／血型：O型。
所屬：東海第二學園
冷酷、不愛交際的高大長髮青年。精通格鬥術，在參加者中也以屈指可數的近戰能力而自豪。不打算參加實體不明的“遊戲”，而且無論如何都要想出逃離這個廢村的方法。雖然無意主動跟其他玩家戰鬥，但只要被點燃了導火線就不會留情。
「我可不會隨隨便便就被野狗咬死」
| - Alone線：死亡。為保護まり子腹部中槍。在受傷的情況下把黑河打昏後, 失血過多死亡。 - Rebel線：死亡。在瞳的連番電鋸攻擊下嚴重受傷，但仍以其堅強的意志阻擋瞳的去路。最後失血過多，在站立著的姿勢下離世。其被瞳棄置在地的PDA被路過的修平回收。 - Absolute Revenge線：死亡。在右腿兩度受傷的情況下，向靠近的黑河開槍突擊失敗。其後被黑河射傷左腿後，再被其向額頭開槍殺死。 - Bloody Rave線：死亡。在與瞳的戰鬥中為保護結衣而用後背擋下了瞳的鍊鋸，最後傷重死亡。 - Code Revise線：死亡。為給まり子爭取逃走時間被鍊鋸砍中，最後重傷死亡。 - Decoded Real線：死亡。闖地雷區時踩到地雷無法逃脫，就裝死等敵人接近後觸發地雷與其同歸於盡，救下了まり子。 |

- PSP版部份設定，跟PC版的存有差異。PSP版似乎刪除了真島"不良少年"的設定。
- 有個年長一年，名為"HUMIKA"（文香）的姊姊，但在兩年前因交通事故身亡。姊姊死前一家四口一起生活。（PSP版是跟姊姊和父親一起生活；而姊姊是在一年前身亡；姊姊死後半年就離開父親，一個人獨自生活。）
- 年幼的時候意外的是個愛哭的孩子。
- 曾經是個像黑河那樣的不良青少年。夜晚到處流連，而且常常不回家，在朋友家過夜。
- 過去有一次因為自衛而把施暴者打至失去意識，警察對其說話持不相信的態度。但因為姊姊對其的信任和笑容，讓其開始了拳擊的運動。（PSP版則是因為從小開始直到唸中學的時候，和姊姊都受同年孩子的欺負，拳擊就被真島認為是有效的對抗手段，這就成為開始練習拳擊的理由。）
- 在接觸拳擊之前，打算靠持有小刀這種方式讓自己變得強大，但卻被姊姊以"輕易就能得到的力量是不行的"的理由掌摑教訓過。剛開始練習拳擊也遭到姊姊反對，但不知不覺間就變成支持了。（PSP版新增設定）
- 以專業的拳擊手為目標，至今練習已經有一年以上了。雖然還不是專業拳手，但在練習比賽裡, 也不會輸給領有執照的前輩。（PSP版在姊姊死後就沒繼續練拳了）
- 因為有豐富拳擊經驗的關係，有著可以看穿別人表情的能力。Alone線就因此開始懷疑失去琴美而變得自暴自棄的修平欺騙了其和まり子，結果等了修平一段時間後，黑河突然出現。

- 曾經試圖尋找除了達成條件以外能逃離遊戲的方法。
- 有精湛的拳術和敏捷身手，面對黑河的欺身戰時能以無傷的姿態取勝。
- 因為拳擊的鍛煉而有強大的體能和意志力。在Alone線受重傷時能在惡劣的身體情況下把全力攻擊的黑河打昏；在Rebel線被切斷右臂的情況下仍然可以跟瞳僵持一段時間，令瞳感到震驚。
- 因為有過減重的經驗，就算斷食兩天也沒有問題。
- 個性認真務實，所以不會特意說安慰人的話。認為就如拳擊一樣，安慰的話對現狀完全不能成為力量。
- 原則上是獨行主義的玩家，但因為まり子和自己的姊姊相似而沒特別趕走對方，最後也產生感情。

- Alone線為了保護まり子，在中槍的狀況下以拳擊擊倒黑河後斷氣。
- Rebel線第二階段時欲將被其制伏的司當作人質換取芯片的計劃，被突然出現的修平破壞，其後更和追來的修平發生戰鬥。但不慎令修平掉下崖，並誤以為修平已經死亡。
- Rebel線在與瞳的正面對決中，即使右臂以被鍊鋸切斷，仍靠強大的意志力死抓住瞳讓まり子逃走，最後就像武藏坊弁慶般站著死去。
- EPA線幾乎都是保持單獨行動。第一階段被人（はるな）以黑矢射傷右腳。第二階段遇到修平被問提參賽者號碼時，猜到自己是對方條件下要殺害的人，主動對其出手時被其閃避後開槍打傷右腿。但之後沒有被殺害，對方留了一把槍供其對抗敵人使用。後來黑河突然靠近，由於其不熟悉槍械使用，彈盡前向黑河連開數槍突擊都射失，最後被有武器優勢的黑河開槍殺害。
- EPB線前兩天都在區域邊緣尋找頸圈沒有反應的盲點，但以失敗告終；第二階段把結衣的PDA修好後，後悔自己花了太多時間找逃離方法，感嘆如果早點開始收集芯片就能比較輕鬆了。
- EPB線跟結衣找尋箱子的期間找到一把微型衝鋒槍，但為了減低產生戰鬥的誘因，之後一直把槍交給結衣。
- EPB線向結衣說出自己練習拳擊的原因時，回想起當時在神明大街的岔道把向其售賣可疑物品的喝醉的黑河打得動彈不得，然後徑自回家的事，但被結衣認為是不負責任的表現。雖然曾向其解釋，在拳擊比賽中，勝者和敗者都不會搭話，自己只是遵從這樣的做法。
- EPB線把結衣從大祐手上救出後就正式跟結衣組隊。期間被其感化而決定找黑河決鬥把話說開。決鬥時以最高峰的狀態令黑河在單方面挨打，但在最後一擊右直拳卻擊中黑河的額頭造成手骨碎裂，其後被黑河背橋後摔擊敗，並陷入昏迷。黑河本欲用抬起的大石，把敗者的真島給予最後一擊，但被結衣持槍對準阻止。在兩人的宿怨得到解決之時，四人遭到司突然的槍擊受傷。擊退兩人後，聽從結衣的話跟黑河和玲組隊。但在搜尋武器期間偷偷把結衣所需的芯片都給了她，直到打算和黑河一起捨身保護結衣和玲之前才告訴黑河。
- EPB線最後階段終於明白了姊姊口中"真正的強大"的意思，就是有了希望保護而不讓其受傷的人的存在才能變得更強。因此捨身保護結衣，最後微笑離世。
- EPC線在進入二階段後被瞳追殺，為給まり子爭取逃走時間，在與瞳的戰鬥中重傷死亡。
- EPD線因已受傷而闖地雷區，讓まり子跟隨腳印前進成功，但自己的最後一步卻踩中了地雷，因而叫まり子快逃，其後被追擊者開槍倒地，在其追擊者們經過自己時，將踩住地雷的腳放開，讓所有追擊者跟自己同歸於盡。

黒河 正規（聲：一条和矢） 參加者號碼：8
生日：1月17日／血型：B型。
所屬：上新學園
野蠻和排他的性格都具備的金髮大漢，是個凡事以暴力行為解決的利己性格參賽者。有著與非法組織有過牽扯的污穢過去。和“真島彰則”之間有不少的因果孽緣，現在正固執地以他為狙擊目標。
「我的名字叫黒河正規。對你懷有恨意的男人。給我記著」
| - Alone線：死亡。在被真島打昏期間, 被修平用手拷拷住, 進行踢打拷問數小時後，被修平開數槍, 最後後腦中彈死亡。 - Rebel線：死亡。開槍殺死結衣後，被藏身於附近的初音啟動頸圈。 死後PDA被人（初音）取走。 - Absolute Revenge線：死亡。跟尾隨的修平發生槍戰後中槍戰敗。其後再被修平向其身上開槍數槍，但仍然可以說話和挪動。修平離開後，被はるな向其胸口補矢而亡。 - Bloody Rave線：存活。 - Code Revise線：死亡。被はるな踢下懸崖重傷，之後撐到自己找到殺了結衣的兇手並且開槍殺掉後才斷氣。 - Decoded Real線：存活。 |

- 跟所有參賽一樣都是學生。在番外篇"Extra stage"交代其身穿背心（タンクトップ）的原因是在洗完澡出門去自動售賣機買果汁的時候被營運方綁架。平時也會穿T-shirt。
- 被綁架前被陌生男子搭話後，對方突然對其使用震撼槍（stan gun）。昏迷後被帶到"遊戲"舞台。

- 擁有體格強健的體格。在EPA線被修平向身體連開數槍後仍然可以說話，之後也能夠移動身體。大量出血的情況下還可以生還超過20分鐘。
- 雖然槍法一般，但有頗高的打架能力。まり子就聽說過學校裡有老師因為要求黑河把穿著的校服整理好而被打，3個月之後才痊癒。
- 無法主導談判和感到不滿的時候會訴諸暴力，甚至搶奪對方的擁有物品和情報。在Alone和Rebel線，充和結衣都分別因為對黑河的做法和態度不滿意而受過拳腳之苦。
- 由於自身的經歷，目睹過不少危機事物的關係，對人有敏銳的觀察力，能憑直覺分辨對方是否會對其造成威脅的危險人物。
- 雖然偏向不講道理、突然向他人施以暴力，但也懂得看情況行事－－能一眼搞懂瞳的異常和強大；Alone線也能在まり子認真要為了保護真島而可能殺人時適時撤退；EPB線也看出飢餓的玲的危險性，毫不猶豫撤退。
- 對真島抱有強烈怨恨，曾在過去被真島修理過，雖然真島不記得。"遊戲"中遇見真島就得到復仇的機會。
- PSP版增加了不少背景設定、戲份和個人過去。
- 從小沒有父親，11歲時被母親拋棄，其後為了生存便踏入了社會的黑暗角落。拼死都要活下去，就是為了在有一天再次遇到自己母親時，以嘲笑的語氣對她說，"沒有你我也活得好好的"。
- 由於特別的成長環境，跟一般參賽者理解事物的想法和觀點不同，對於一些社會深處不明文的"規則"根深蒂固。
- 認為生存就必須具備"力量"，有"力量"才能讓人屈服和主導一切。除了武器和財力之類的以外，能使用的都可以成為力量。為了勝利就應該採取任何手段。
- 過去在神通大街遊戲中心外被真島打得半死，之後開始一心鍛煉身體，為了有一天找到真島之後向其復仇。
- 因為兩個階段的條件都需要數名玩家的條件達成，所以一直都在募集同伴。但實際上是希望找幾個會屈服於其暴力下的"奴隸"。認為世上自己以外只存在兩種人－－"奴隸"和"敵人"。

- Alone線和EPA線利用修平曾經向營運有關報酬的提問一事做文章，令本來因修平加入司一方的劣勢逆轉。其情報是大祐看到監視器而告知的。
- Alone線是造成琴美的死亡和"遊戲進入二階段"的主因，之後一直修平盯上，儘管其參賽者號碼不是質數。最後被修平拷問幾個小時後被槍擊身亡。
- REBEL線搶奪琴美手持芯片後，打算挾持著琴撤離，但因為被修平和司同時持槍對準，最後只得到修平按約留下的一枚芯片。其後不惜違犯跟結衣的約定，急於收集槍械而使用了結衣所找到的芯片，引起結衣的不滿。
- Rebel線在被結衣言語刺激下殺掉結衣後，被初音靠特殊機能暗中啟動項圈死亡。
- EPA線第二階段因為充的突然失蹤而感到憤怒之下到處尋找對方，卻忘記了使用自己的PDA機能查看已經死亡玩家的資料－－其中也包含充（為初音所殺）。
- EPA線中是令修平感到震撼的人物。沒有在修平槍口的威脅下道歉乞求性命，並指出琴美之前向其開槍也跟殺人無異。其後在中數槍仍然生還的情況下要求修平補槍。
- EPB線第二階段，真島在結衣要求下，突然向其"有禮貌"地正式提出對決的請求。本欲拒絕真島這莫名其妙的請求，但被玲代為一口答應。對於同樣因為女性而變得不像是平時的自己和真島的兩人，在對決前對真島有感而發，"你也被瘟神纏上了嗎"。隨後因為玲和結衣分別都希望給兩人打氣，感到無奈之下再補充一句，"喂真島，趕快開始吧。不快點就會給笨蛋們（結衣和玲）搞得沒對決的心情了"。
- EPB線在進入第二階段，充逃走之後，被餓肚子的玲纏上，更被迫學習蒔岡流的精神。因為打不贏玲，而且槍也被其奪去，只能認命讓其在身邊，侍機把槍奪回。其後被真島找上門決鬥。打贏對方後不久，被司和瞳襲擊。脫險後，鑑於瞳的戰鬥力太過強大，而且自己的條件達成也需要一定數量的同件，於是主動提議跟真島暫時休戰，四人組隊先把瞳除去。在最後與瞳的戰鬥中也為了保護結衣和玲而和真島一起並肩作戰。最後甚至為了真島和玲的死，湧現出像是難過那樣的感情，在玲死前，對玲說出被其認為是"愛的告白"的說話。
- EPB線在逃脫遊戲後成了不知情的人眼中的恐怖份子，到處打擊跟組織有關的企業。其後更和結衣合作，繼續打擊組織的工作。而且似乎隨身攜帶一年前的"遊戲"中，玲所使用過的日本刀。
- EPC線在所有玩家集結後背當成危險因素而束縛，在結衣的努力求情下放出來，不久後就離開群體來到一間小屋，在其地下室意外發現自己母親的遺言，得知自己的母親曾是遊戲參加者，因身為Killer Queen而被所有人盯上，最後死在此地，以及死前很想見自己一面，在心情落寞下回到村中請大家幫忙埋葬在起點會議室的屍體。
- 因行徑突然大改，結衣在意之下來到小屋發現了其遺言，因而踏入自己心中，也因此在結衣死亡進入二階段後暴走，即使被踢下懸崖也拼死爬回來殺掉殺死結衣的兇手才斷氣。
- EPD線在十年後的最後一次作戰中，和玲跟司在找到組織領導人後負責進攻。

城咲 充（聲：安藤宗二） 參加者號碼：JOKER
生日：4月11日／血型：A型。
所屬：貴志田學園
好和壞的方面都跟一般人相差無幾的平凡參加者。以極其現實的角度去考慮事物，但對逆境的抗壓能力很低，一旦失敗就會變得自暴自棄，不會留意周邊的處境。持有對強者低聲下氣和經常為了自己的生命安全而想過逃走的膽怯性格。在那之前就好像知道網路上作為都市傳說"遊戲"的存在。
「那個……兩位，現在好像不是爭論的時候吧……」
| - Alone線：死亡。逃跑時被瞳鏈鋸從背後直插出腹部, 當場死亡。死後PDA被破壞。 - Rebel線：死亡。在毫無防備情況下，被初音從後用刀襲擊，身體出血過多死亡。PDA隨後被人（初音）取走。 - Absolute Revenge線：死亡。被尾隨身後的初音出其不易啟動頸圈，死亡。 - Bloody Rave線：死亡。捨身衝向司的途中身中多槍，糾纏司一段時間後因失血死亡。 - Code Revise線：死亡。被はるな襲擊死亡。 - Decoded Real線：死亡。捨身保護初音，身中多槍死亡。 |

- 跟司都是貴志田學園的學生，是司的學長。兩人在"遊戲"之前見過面，同為圖書委員。
- 雖然與司是同一所學校的學生，但本人卻不穿外套而穿著背心，是學校的"少數派"。
- 中學時代已是初音迷。現為安藤初音官方後援會的38號會員，之前曾經參加過初音的握手會。
- 曾因為討厭自己的缺點感到自卑，甚至想自我了斷，但那個時候偶然開電視後看到了初音努力唱歌的樣子。雖然覺得歌不是唱得特別好，但對初音的笑臉和歌聲留下深刻印象，因而重新燃起活下去的動力。
- 開始成為初音的愛好者之後，憑著努力成為學校裡的優等生。
- 喜歡的是總是努力以赴的初音本身，而不是作為偶像身份時的初音。
- "遊戲"中惟一知道初音本名的參賽者。另外也看過瞳所看過的名為《ジョンブル・ブラッド（Johnbull BLOOD）》的漫畫，知道瞳所"扮演"的角色名稱。

- 突然被抓來參加遊戲卻能立刻以通關遊戲為目的行動。初期想靠Joker特殊機能到處模仿別人PDA找最容易達成條件的PDA，但在遊戲進入二階段後，因為模仿過的PDA太多反而進入窘境。
- 分析情報和判斷狀況的能力雖然不太差，但缺乏勇氣和體能。
- 雖然本身不願意殺人，也缺乏殺人的膽量，但為了初音就不會猶豫。
- Alone線和Rebel線戲份不大，但PSP版戲份大增，幾乎每一線都保護了初音。

- 在大多數的路線，一開始都和黑河組隊。想靠著暴力的保護下來通關，但在遊戲進入"第二階段"後，因為黑河是自己需要殺害的目標之一，害怕被得知事實便想跟黑河脫離伙伴（主奴）關係。
- Alone線和EPA線都知道修平和營運的對話，是大祐看過監視畫面後告知的。
- Alone線曾和修平合作。互相交換PDA後，讓修平在指定時間段引誘真島到指定地點，而自己就把黑河帶過來，讓碰面的兩人自相殘殺。
- Alone線最後被瞳誤以為是司而錯殺身亡。
- Rebel線在逃離黑河身邊後遇到初音，和其組隊後被暗殺。與其組隊的原因，除了因為沒有複製過她的PDA之外，也由於長期被黑河粗暴對待，跟初音組隊可以取回主導權。但卻忽略了確認初音的達成條件。
- Alone和Rebel兩條路線，充都曾經複製過まり子的PDA，理論上可以用使用其機能啟動黑河的頸圈。
- EPA線第二階段逃離黑河後遇見初音。雖然湧現出作為愛好者而想要保護好初音的使命，但在帶路途中就被初音殺害。
- EPB線第二階段逃離黑河後遇見初音。因初音此時雖然身上藏有殺害大祐的小刀，但還沒有攻擊性的特殊機能，因而沒有立刻被殺。遇見修平後，儘管知道初音是在利用自己，仍舊決定幫助初音。首先幫其殺掉了はるな和琴美；甚至在最後被司與瞳襲擊時，毫不躊躇複製初音的PDA機能，靠著大祐的特殊機能拼命衝向司與瞳企圖與兩人同歸於盡。
- EPB線遇見初音後不斷對初音死纏難打，即使初音對其開槍警告也沒有放棄。其希望保護初音的決心也令感到驚訝，立場也慢慢軟化，最後不得不以自然本性接受充的保護。
- 在EPC線在進入二階段後，追上逃走的初音，以大祐特殊機能作保護向黑河解釋後，初音在眼前被被はるな以十字弓爆頭而死，儘管自己舉槍回頭開槍，但距離過遠全部沒命中，最後被十字弓命中胸口死亡。
- 在EPD線為在狙擊槍砲火下保護初音，最後失血而死。

細谷 春菜（聲：かわしまりの） 參加者號碼：3
生日：5月12日／血型：AB型。
所屬：上新學園
即使必要的情況也只有最低限度的對話，除此之外都保持沈默的寡言少女。討厭與他人合作，自己單獨行動是常有的事。對於信賴的對象，則可以看到其向對方撒嬌的表現，所以好像也不是完全不相信別人。從她的行為舉止和態度表情，似乎知道關於些關係“遊戲”的事，但不願多談。
「…勝出遊戲之後你就會知道了――」
| - Alone線：存活。回家鄉拜祭藤田家的墓碑後，決定接受所有死人的罪孽為了贖罪而活下去。 - Rebel線：死亡。剛剛接近對方至十字弓的必中範圍（15m）時，突然被（初音）亂槍射擊突襲，身中兩槍逃了一段距離後，因失血過多倒地身亡。PDA隨後被初音取走。 - Absolute Revenge線：存活。回家鄉拜祭藤田家的墓碑後，打算向組織報復卻因為被瞳誤會搶先報復。 - Bloody Rave線：死亡。丟下充而全力追殺以言語侮辱修平的初音的時候，被充突然從身後開槍打穿肺部。漸漸失去意識後死亡。 - Code Revise線：死亡。和瞳的戰鬥中戰敗死亡。 - Decoded Real線：死亡。為讓琴美逃走，和瞳共同作戰後死亡。 |

- 和修平是親兄妹。年幼時母親死後被人收養，之後的10年間沒有跟修平見過面。
- 收養家庭中有父母和兩個弟妹共5人，並受到雙親的如同親生女兒般的關懷。
- 曾經因為不認同自己養女的身份而頂撞養母，甚至一度成為在學校鬧事和經常離家出走的問題少女。不過現在是個懂事的女兒。
- 其樣貌被修平形容為很像已去世的母親。

- 為リピーター之一（指曾經參加過遊戲之人）。已8次勝出"遊戲"。
- リピーター存有限制，需要在進入第二階段前達成第一階段條件，並且不能向其他玩家透露有關自己身份和第二階段的內容。
- 擅長使用的武器是十字弓，射程50m左右，必中距離為15m。
- 有熟練的應急處理和包紮技巧，隨身擕帶繃帶、紗布、針線包和消毒藥水。
- "遊戲"中最冷靜和現實的參賽者，懂得控制自己的情緒，而且行動目標明確。為了達成條件，不會對修平和琴美以外的參賽者留手。
- 清楚"遊戲"不是單純的廝殺遊戲。主辦者的真正目的是讓參賽者為不殺掉重要的同伴就無法生存的事實而感到痛苦。認為琴美和修平被迫參加"遊戲"的原因是因為營運方希望見到他們為生存而自相殘殺。
- 所有參賽者之中，修平是特別的存在。初次遇見修平，聽到其"藤田修平"的名字，就很對修平很在意。"遊戲"裡的行動方針和目標也因此作出調整。
- 為了替養父母還債而不斷重複參加遊戲以取得金錢。

- 其第一階段條件達成的要求是：傷害玩家3次以上，但不能致死；而傷害需要出血的程度。如果通過陷阱對玩家造成傷害會不被計算。最後的重點是，不能事先告訴對方。如果誤殺了玩家導致進入第二階段，自己會因為條件尚未達成而被啟動頸圈。
- Alone線因自身PDA條件的關係，所以向身處麥田的修平三人射擊。
- Alone線在修平苦於如何再對瞳注射藥劑的時候，向瞳發矢偷襲，幫助修平制伏瞳。
- Alone線靠著過往遊戲經驗藏身到最後才出來，最後和修平相認／對決。但其後大祐和修平互相開過槍後皆身亡，故最後達成條件。
- Rebel線靠特殊機能和自身直覺認為初音的行動極為詭異，擔心修平會遇到危險而提早行動。
- Rebel線在發現初音的身影後，想在進入必中距離後再向其攻擊，但被初音的特殊機能提早發現而被其突然轉身亂射死亡。
- EPA線有較活躍的行動。除了曾經向修平一行人射擊，也先後射傷真島和射殺黑河、初音。
- EPA線生還後，在家鄉寺內拜祭藤田家的墓碑後，跟突然出現的持刀的瞳和其持槍隨行組織人員以擕身的特殊警棍對決。
- EPB線說明會中雖然意料之外被營運向其他場內參加者告知自己離開會議室的消息，但仍然決意離開會場。沒料到修平中途離開說明會，並帶上琴美追上來，被修平說服共同行動。
- EPB線由於機能的便利，預早知道司和瞳兩人會突襲小屋，因為能及早和修平一起作出部署把二人擊退；其後以自身的經驗，建議修平改以中央管理設施作為據點。
- EPB線由於修平在自己眼前被初音開槍殺死，再加上琴美在修平死後情緒不穩定，對初音的怨恨達到極點。在復仇和達成條件的原因驅使下，利用接觸紀錄的機能向充和初音二人追擊，但最後因感情用事被充槍殺。
- EPC線在進入二階段後，因為收到組織來的リピーター指令，必須殺掉與自己接觸時間最短的下面數來五名(A、7、8、Q、JOKER)，因而襲擊黑河、初音、和充，在初音和充死亡後，與黑河的戰鬥中將其踢下懸崖，以為其已死亡。之後為了殺まり子來到小屋，但發現其已被瞳殺死，因太晚發現瞳的蹤跡，發現時已經與自己非常接近。
- 最後在和瞳的戰鬥戰敗死亡。
- EPD線和修平去找營運時，因為GM多話而識破組織打算強制將遊戲進入二階段的事情，因而阻止悲劇發生。
- EPD線最後為了讓琴美逃走，和瞳共同作戰後死亡。

粕谷 瞳（聲：北都南） 參加者號碼：2
生日：不明／血型：不明。
所屬：不明
身穿女僕服裝，用鏈鋸來當武器的獨特參加者。自稱“女僕”，並不斷向別人訴說自己為了尋找主人，正在展開旅行的這類令人難以理解的話。她的行為理念和想法都脫離了常軌，跟為求目的而不擇手段的冷酷無情結合，顯現出暴力瘋狂的一面。擁有優秀動態視力和反射神經，其卓越的戰鬥技能也壓倒了其他參加者。到底為了什麼目的而在行動呢？一個充滿謎團的人物。
「您在問我的真實身份嗎？如您所見，是個路經此地的女僕」
| - Alone線：死亡。因被修平先後注射了兩支鎮靜劑，並綁在診療室裡，最終因條件達成失敗死亡。 - Rebel線：死亡。被琴美開槍破壞了鏈鋸而不得不接近琴美作戰。其後被琴美使用向まり子借來的PDA啟動頸圈，死亡。 - Absolute Revenge線：存活。 - Bloody Rave線：死亡。跟黑河手腕角力而無法動彈的時候，被玲用刀從後刺穿胸口，逃了一段距離後倒地流血身亡。 - Code Revise線：死亡。被黑河從背後開槍擊中心臟，死亡。 - Decoded Real線：死亡。為了讓琴美逃走，和はるな共同作戰後死亡。 |

- 為リピーター之一（指曾經參加過遊戲之人）。（PSP版新增設定）
- 母親在其年幼時不知道什麼原因就突然丟下其和父親離家出走了。
- 在母親離家出走幾年後，因想念母親失去理智，被一向其搭訕的男子誘拐到一間破舊簡陋的西式房間裡，以其母親的生命安全威脅其向他提供性服務。
- 之後長時期被囚禁的期間都遭受性暴力對待，有時甚至被迫親手殺害同樣被囚禁在屋內的少女們。
- 其大半生的時間都被禁錮在房間裡向男性提供性服務，心靈唯一的救贖是看房間內的一本關於正義英雄把蔓延世界的邪惡組織打倒的動作類漫畫。
- 這位英雄的僕人，是一個手持巨大鏈鋸，穿著女僕衣裝的少女。渴望著成為這個少女，是其身穿女僕裝參賽的原因。
- 因為憧憬著這兩個人物相互扶持度過難關，然後打倒組織後永恆相愛的大團圓故事，不斷重複把同一本漫畫看了又看，字典翻了又翻，把裡面的台詞一字一句都記了下來。
- 男子死後雖然得以重獲自由，但與其他仍然在生的女性受害人一樣，精神和思考方面都出現了問題。(PSP版則是男子死後得以重獲自由，但被組織將帶走後給予＂治療＂，造成人格改變和記憶消失。)
- 其強大戰鬥力是組織參照瞳對漫畫的憧憬而賦予的，另外也為其準備了女僕服裝和鍊鋸；崩壞的倫理觀和連續殺人的特性是組織特別培養出來的。（PSP版新增設定）

- 使用的武器為鍊鋸。
- 其PDA特殊機能可反過來作為雷達偵測參加者用。
- "遊戲"中最強的參賽者。力量強大到足以只靠單手揮動鍊鋸，而且還能在手持鍊鋸情況下高速行動。
- 有敏銳和超人的視力，地上隱蔽的線絲類陷阱和新舊泥土顏色都能清楚分辨；Alone和EPA線在黑暗中也能迅速找回被修平投下山坡的PDA。
- 擁有在有看到槍口的情況下幾乎可躲開所有子彈的反應和體能。
- 在"遊戲"中尋找可以一生追隨，有著"主人"形象的參賽者。（PSP版其之前曾經參加過的"遊戲"場次中都物色不到滿意的"主人"）
- 精神異常者，用宅文化用詞來說就是病嬌物，對修平有極大執著，是修平的狂信者。
- 在遊戲開始的說明會場，大家對"遊戲"充滿恐怖和不安的時候，看到修平緊握旁邊少女（琴美）的手，就認定修平是其"主人"了。認為修平能夠實現其"願望"。（PSP版則是因為修平獨自溜回來對營運的發問，認為修平強大而且正義而認定為主人。EPB線則因為修平離開說明會，發問的是司，而認定司為主人）
- PSP版將其戰鬥力稍微調低，在司的手榴彈同歸於盡的攻擊下沒有無傷，遇上機關槍類型的槍亦無法完全防住子彈。但依舊有快速的反應，其用鍊鋸揮開及防住手槍子彈的能力幾乎讓所有玩家為之恐懼；甚至能用空手抓住射來的十字弓矢；以及有大於黑河的腕力。

- Alone線中被司近身引爆手檔彈時，短短一秒左右的時間就能夠高速移動到司身後，以司為盾而無傷生還（PSP版EPA線中則在爆炸餘波下受了輕傷）。
- Alone線被修平注射異丙酚一針的情況下還能行動，在はるな掩護下修平注射第二針後才昏迷。（PSP版EPA線中則是注射了一針昏迷藥後，跟修平對話一段時間才昏倒）
- Rebel線和EPC線中雖被真島的直拳打中頰口吐血，但僅稍受阻礙。能打倒黑河的的拳擊，對其不起作用，可看出其肉體強度。
- Rebel線中被初音以"修平的獲勝條件為殺掉所有奇數參加者"的理由欺騙後，成為該線中人人皆恐懼的殺神。
- Rebel線與玲和悠奈的對決，在初段兩人槍劍夾擊下只受了輕傷，其後的戰力仍然令玲感到吃力。而且在被玲的日本刀貫穿左肩後，還可以用鍊鋸把玲彈開。把悠奈殺害後，因傷勢和疲勞撤退。
- EPA線最後生還後，帶上組織的人員並擕上武器，為了已死的修平而向身在寺內拜祭修平的はるな復仇。
- EPB線認定司為主人，在司的駕馭下有強大的表現。在某次與修平等人談判中，以速度挾持住修平，はるな立即以十字弓攻擊，但被瞳空手接住弓箭。其後挾持修平帶著眾人來司的跟前。
- EPB線兩次救下在戰鬥中陷入危險的司。第一次被修平和はるな夾擊時，為了給司爭取時間與修平二人對戰，因修平沒有殺害之意而得以逃脫；其後突襲結衣等人，司反被射傷後，以驚人的速度和跳躍力把司帶離。
- EPB線與真島、黑河、結衣和玲作最後的戰鬥之前，靠著敏銳的聽力得知四人的條件達成需要芯片和PDA，因此以爽約會毀壞芯片和PDA，要脅眾人前來廢村中央廣場，進行最後的決戰。雖然一向使用鍊鋸，但在初段卻使用司的連射手槍應戰以悼念司的死亡，令四人始料不及。子彈用盡後，重新以鍊鋸戰鬥。戰鬥最後斬殺真島，砍傷玲，最後要把鍊鋸砍向黑河時，被黑河突然抓住持鋸的手腕。雖然初時兩人的腕力勢均力敵，但鍊鋸隨後慢慢貼近黑河背後，可見其力氣之大。等不到把黑河殺害，之前被打倒的玲就被黑河以言語刺激喚醒。結果在與黑河僵持的狀態下被玲刺穿胸口，最後死亡。
- EPC線在某次攻擊はるな時誤傷修平，受到極大打擊，因而恢復記憶和原本人格。將琴美誤認母親，修平為父親。
- EPC線進入二階段後，收到組織來的リピーター指令，必須殺掉所有奇數號碼玩家或偶數號碼玩家，因為不想對修平(4號)和琴美(6號)下手，故選擇奇數號玩家攻擊，先後殺掉了真島、まり子、はるな、襲擊司和玲時被悠奈捨身擋住，打算繼續攻擊時被琴美阻止，其後被黑河從背後開槍射中心臟死亡。
- EPD線最後為了讓琴美逃走，和はるな共同作戰後死亡。

### 人物設定相關介紹
- 藤田 修平
- 藤堂 悠奈
- 吹石 琴美
- 粕谷 瞳
- 上野 まり子
- 真島 彰則
- 伊藤 大祐
- 細谷 はるな
- 城咲 充
- 阿刀田 初音
- 黒河 正規
- 荻原 結衣
- 三ツ林 司
- 蒔岡 玲

## 遊戲版本
PC版—（發售日：2011年3月31日）
- 最初的版本，有兩個故事。

PSP版—（發售日：2013年3月28日）
- 原始劇情重製約八成，故事長度大幅增加
- 保留原來的兩線故事路線，但結局及劇情上有很大改動。在此之上再增加第三條路線
- 強化場景畫面
- 對於參賽者的描寫和刻畫更豐富（在個人背景、內心等方面）
- 強化與前作的關連性
- 為配合新製的劇本，角色對白也進行全新錄製
- 收錄新主題歌及新影片
- 沒有H情節。

## 主題歌
- PC版

主題歌「Dread Answer」
歌：Barbarian On The Groove feat. ぐるたみん／作詞・作曲・編曲：wight
第二主題歌「戦場の絆」
歌：遊女／作詞：寺月恭一／作曲：なるちょ
挿入歌「Labyrinth」
歌：真理絵／作詞：樹原新／作曲・編曲：なるちょ
最後話結尾歌「Respective ways」
歌：miru／作詞：樹原新／作曲・編曲：なるちょ
- PSP版

第一主題歌「Dread Answer」
歌：Barbarian On The Groove feat. ぐるたみん／作詞・作曲・編曲：wight
第二主題歌「戦場の絆」
歌：遊女／作詞：寺月恭一／作曲：なるちょ
第三主題歌「揺るぎない決意」
歌：遊女／作詞：寺月恭一／作曲：なるちょ
第一話結尾歌「Labyrinth」
歌：真理絵／作詞：樹原新／作曲・編曲：なるちょ
第二話結尾歌「Respective ways」
歌：miru／作詞：樹原新／作曲・編曲：なるちょ
最後話結尾歌「Rebellions」
歌：西沢はぐみ／作詞：寺月恭一／作曲：なるちょ

## 外部連結
- 遊戲官方網頁（日語）
- PSP版《Rebellions Secret Game 2nd Stage》官方網頁（日語）
- FLAT(商業公司) （页面存档备份，存于）（日語）
- 電擊ONLINE網站 劇本家:月島総記專訪（日語）
- 電擊ONLINE網站 發售前特集專頁介紹（日語）